# Pyrausta dapalis
Pyrausta dapalis là một loài bướm đêm trong họ Crambidae.